# Cechești, Harghita
Cechești (în maghiară Csekefalva) este un sat în comuna Avrămești din județul Harghita, Transilvania, România.

## Imagini

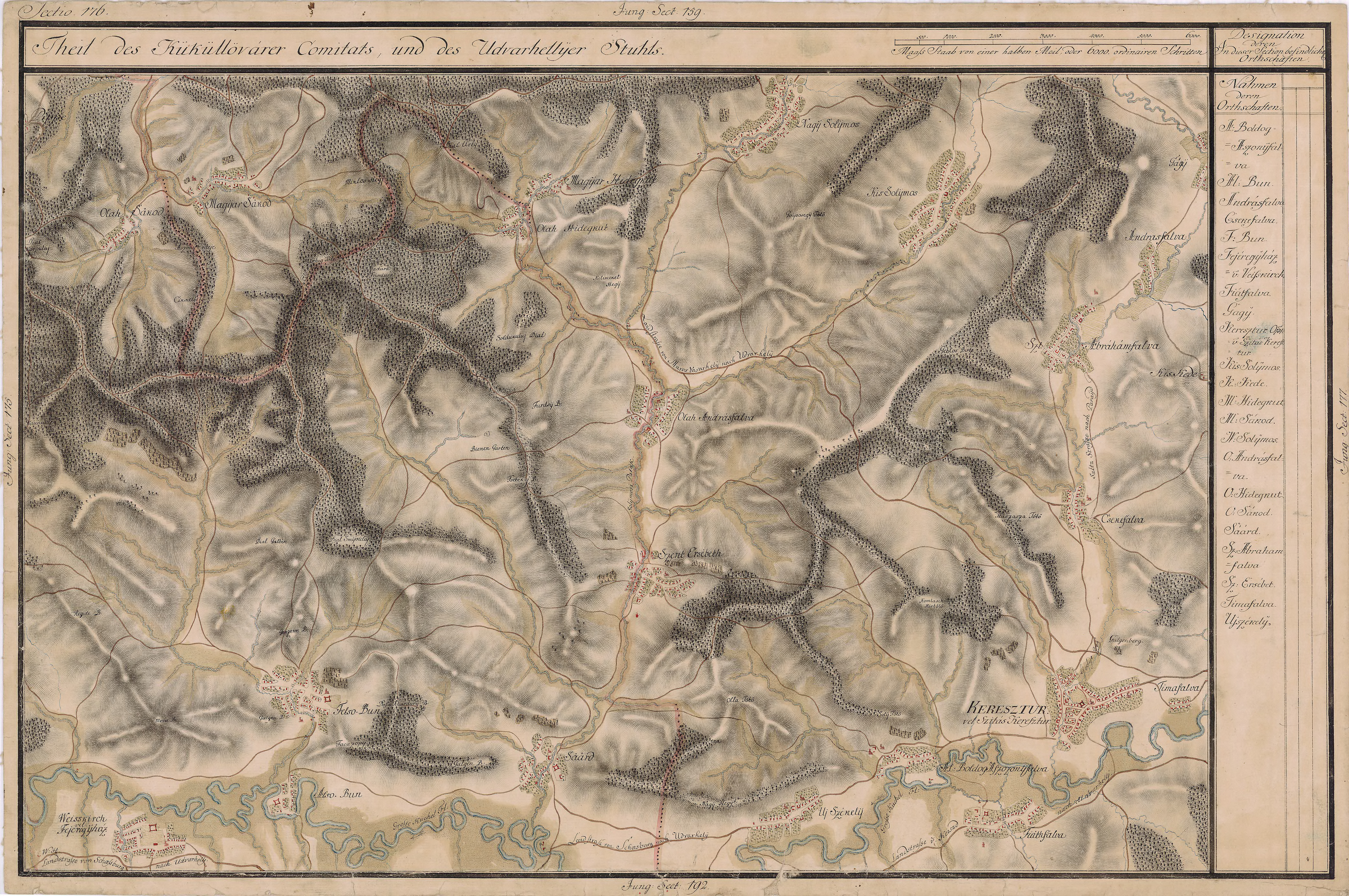
Cechești în Harta Iosefină a Transilvaniei, 1769-73

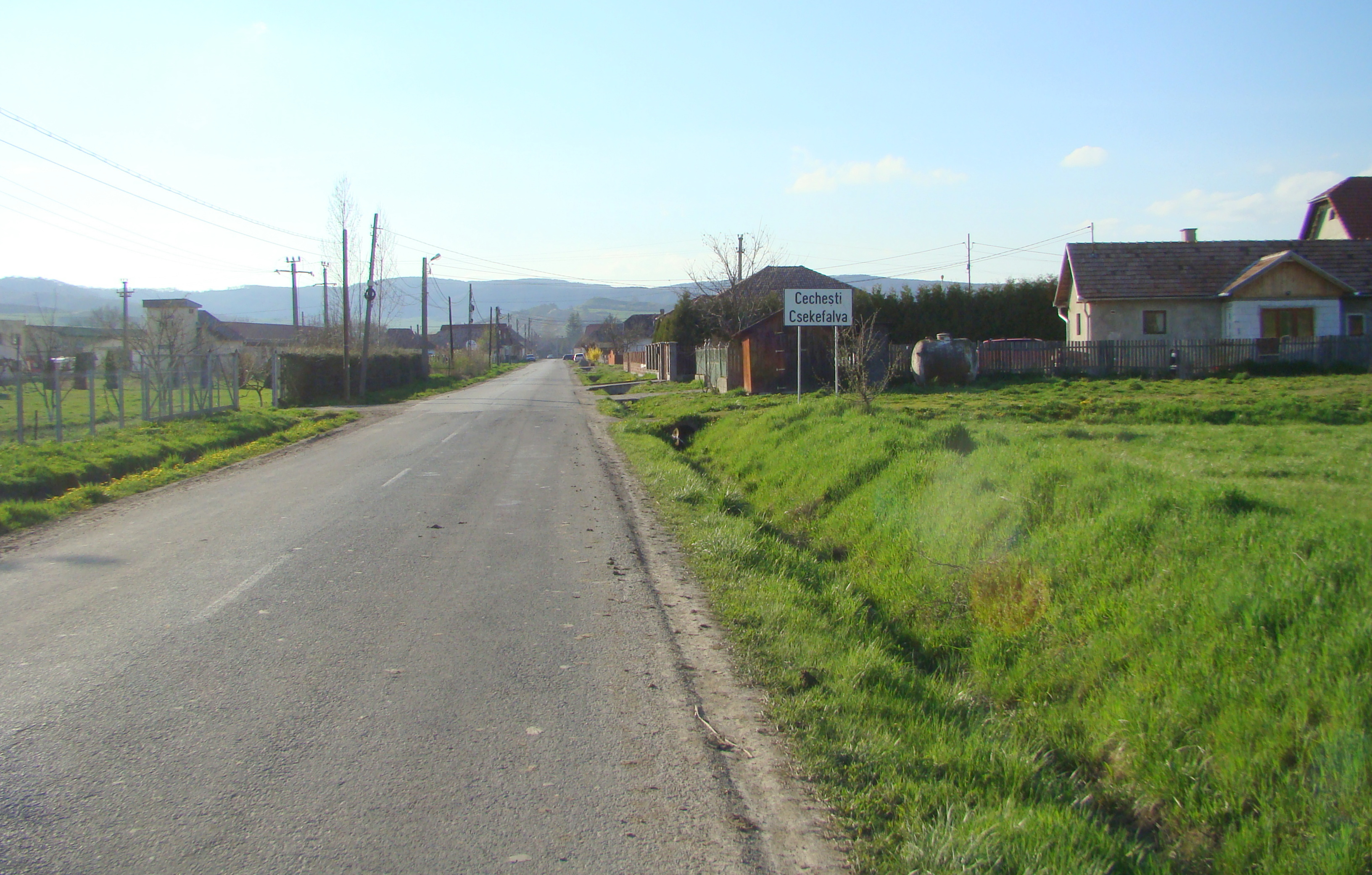
Intrarea în localitate
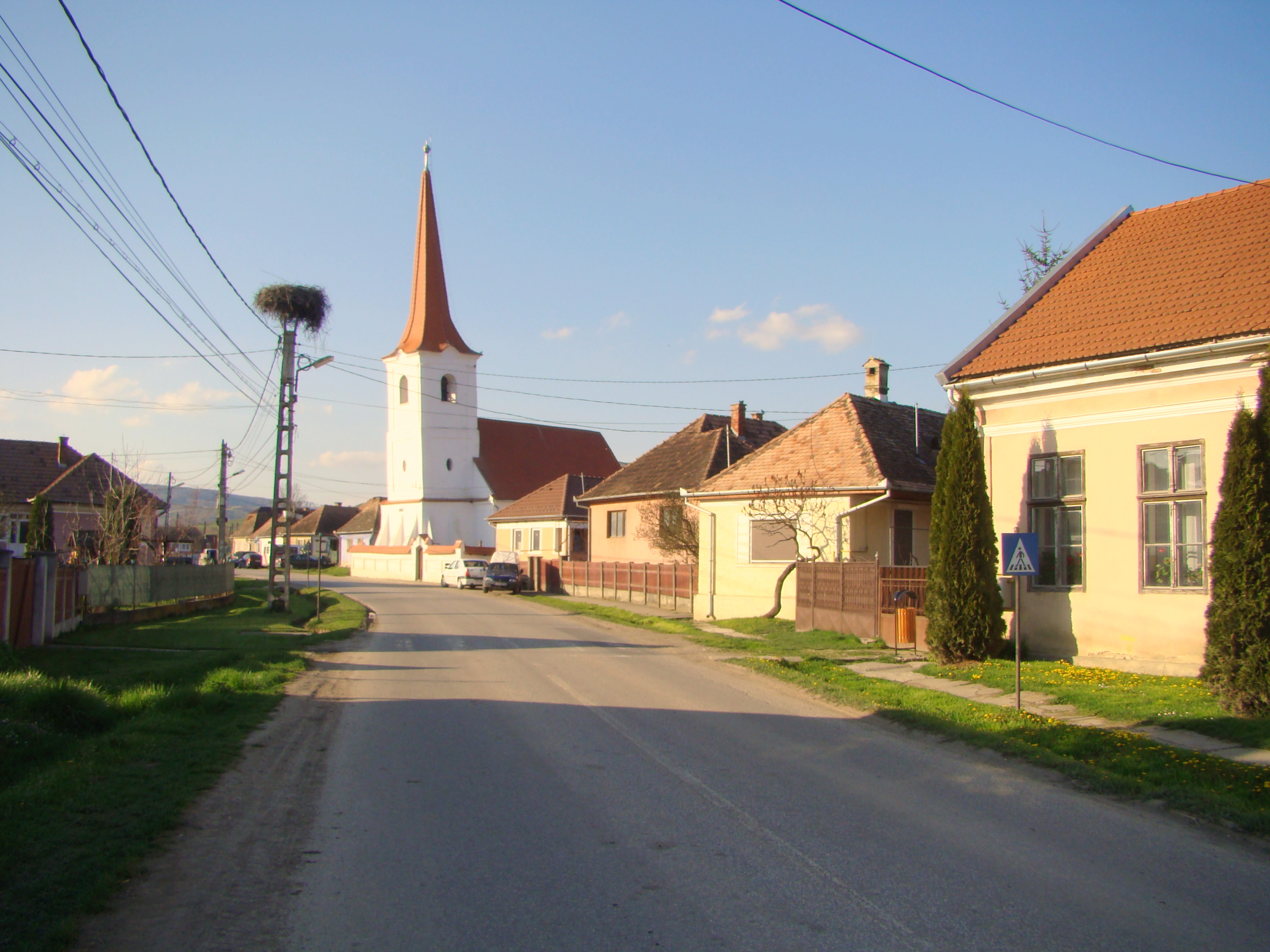
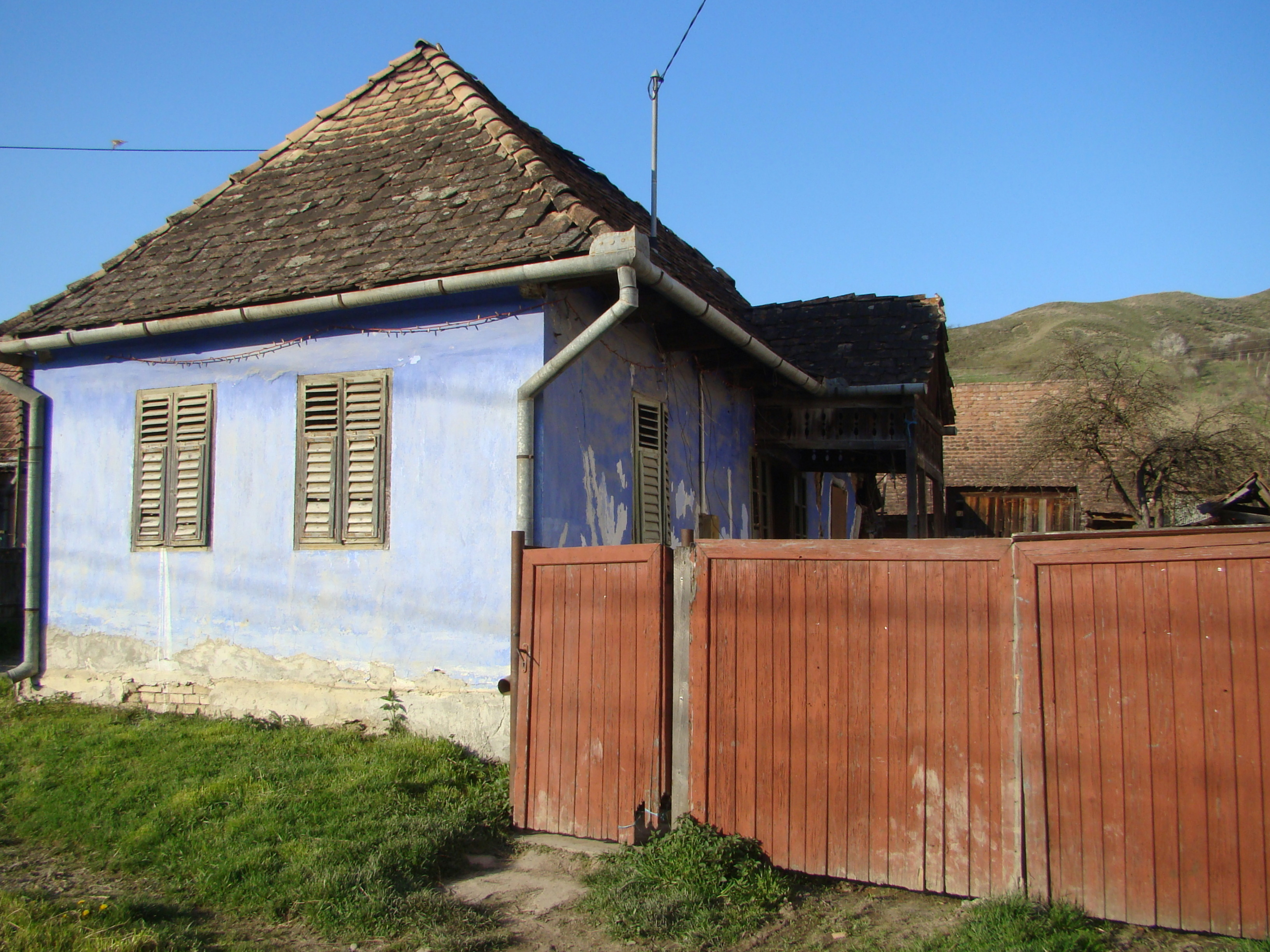
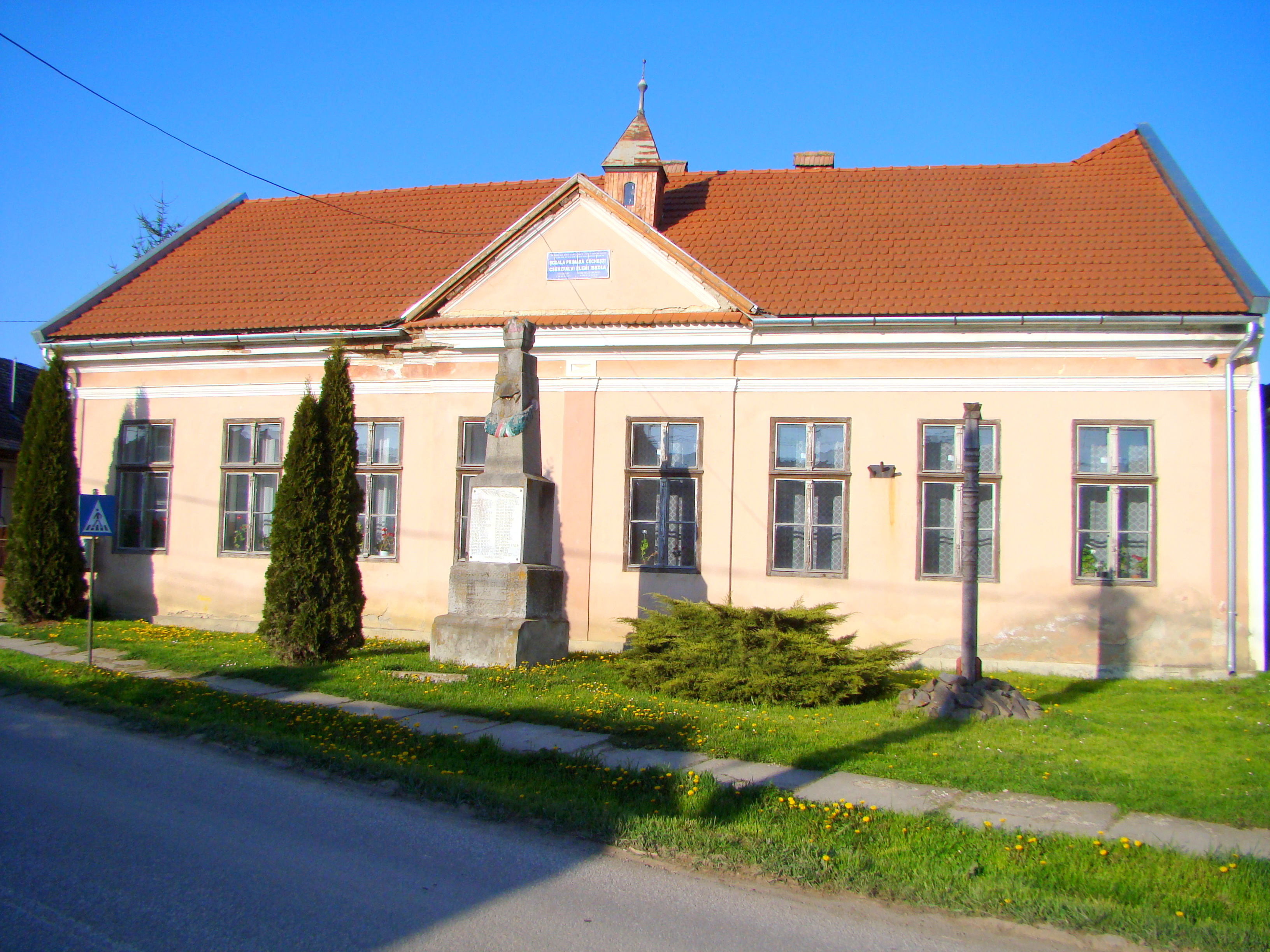
Școala
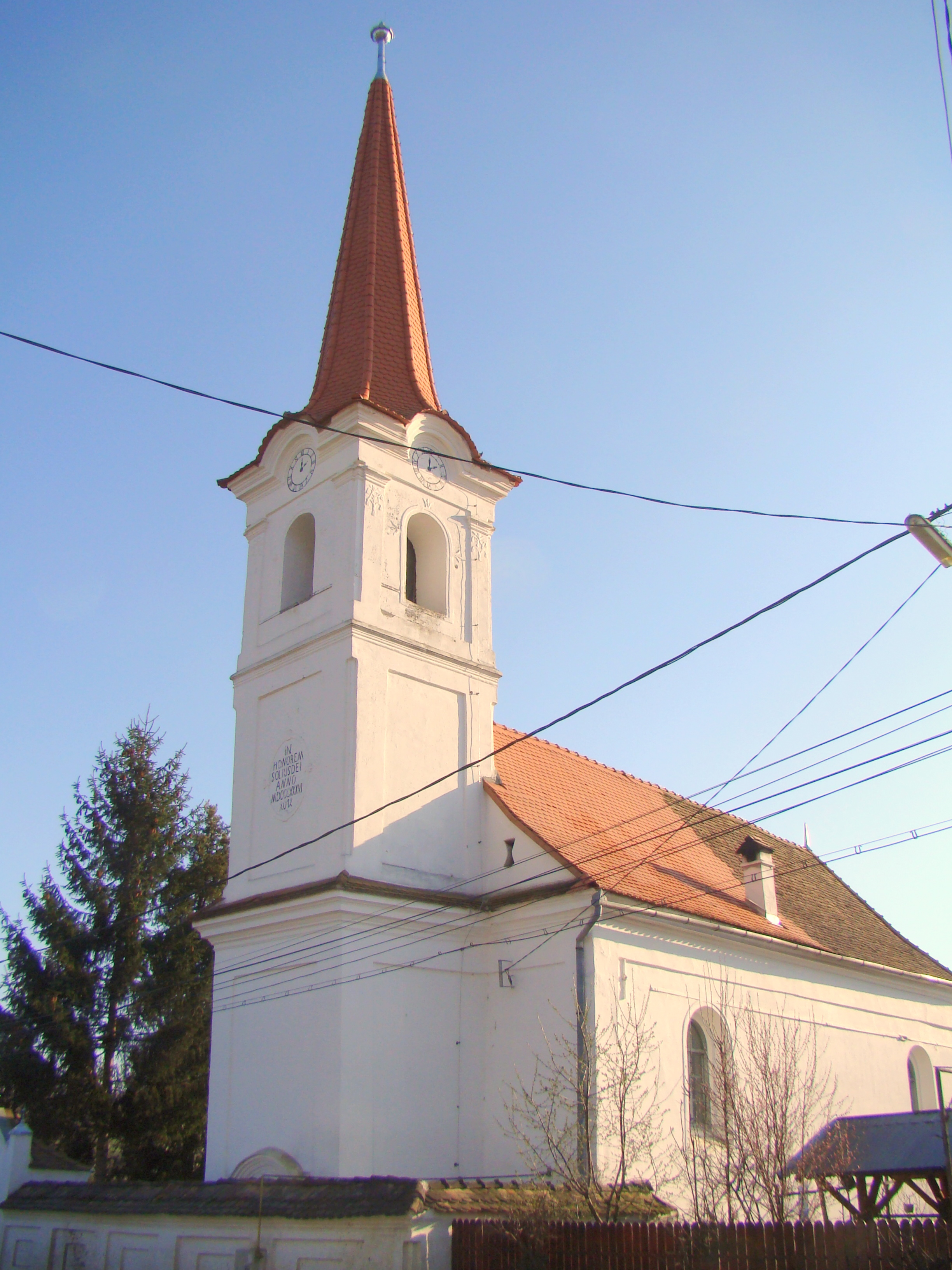
Biserica unitariană (1833)
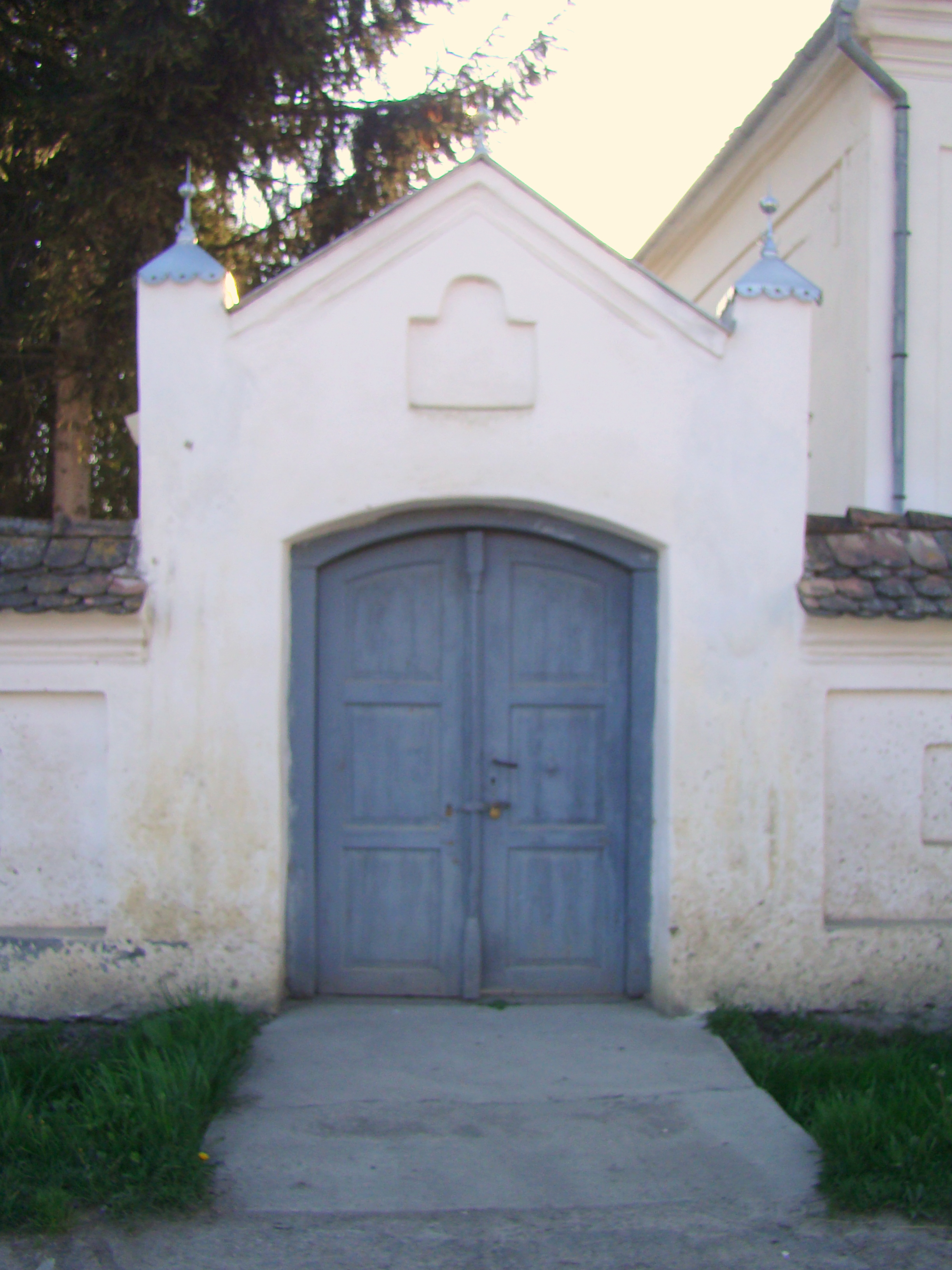
Poarta bisericii unitariene
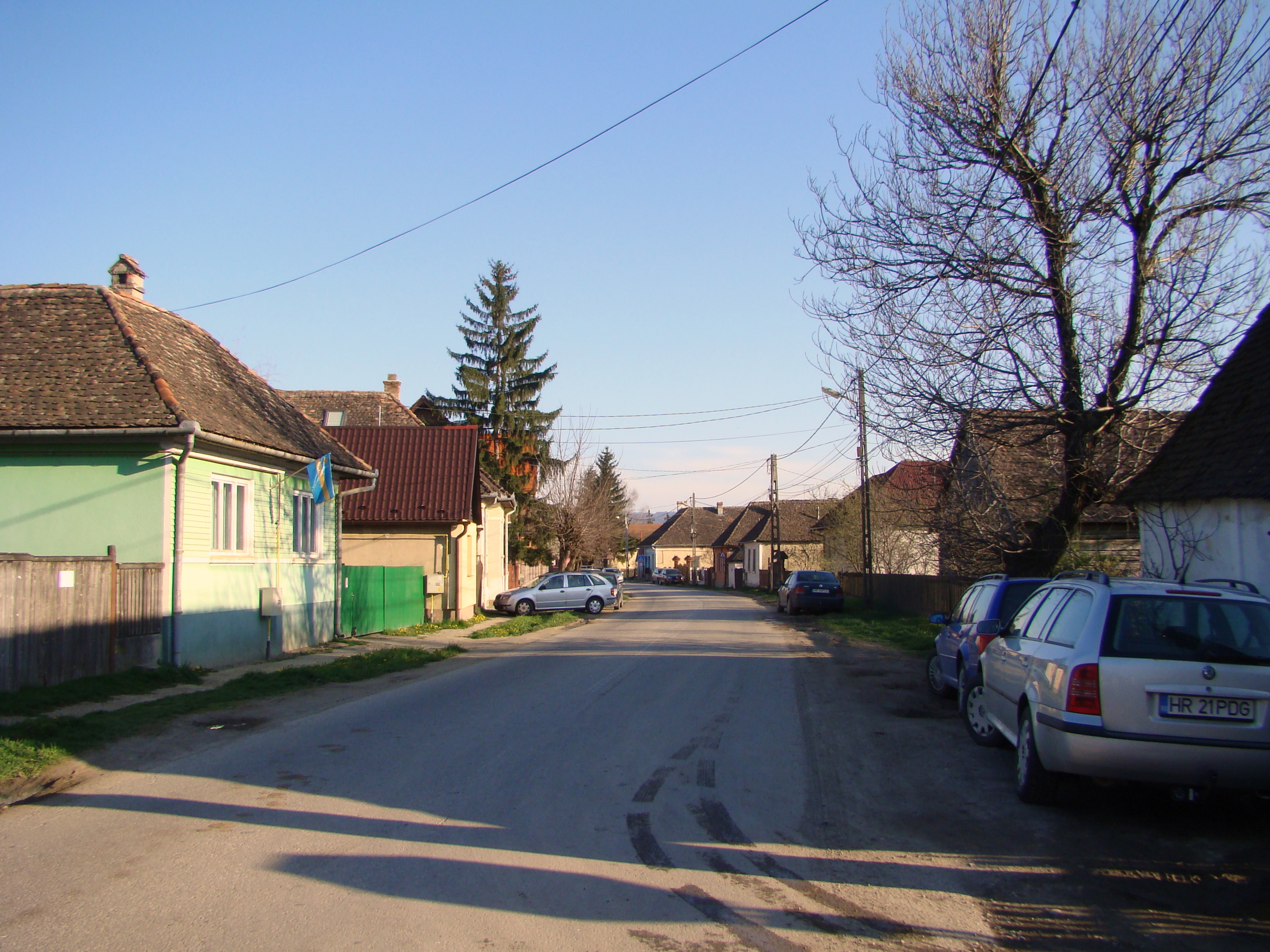
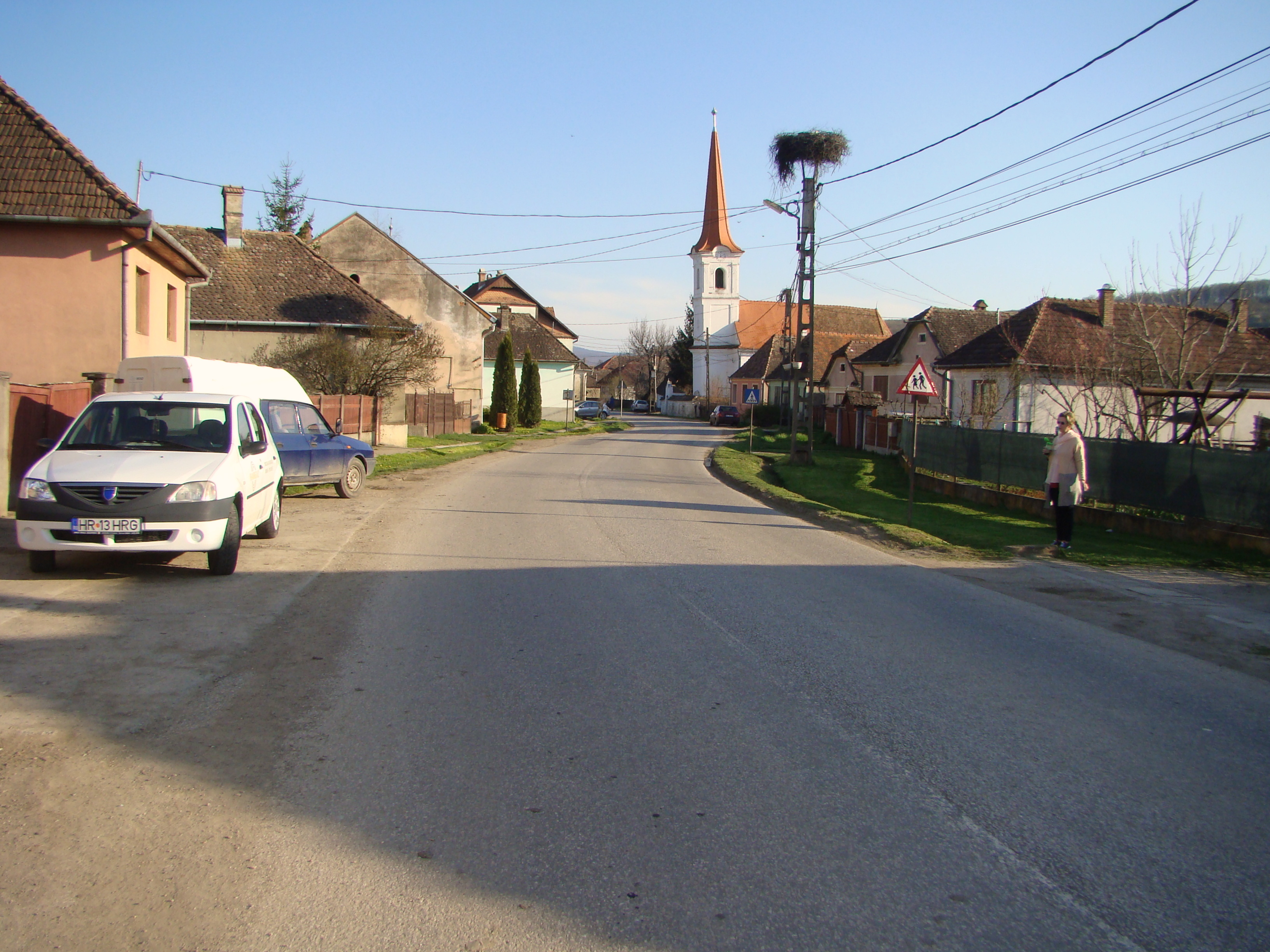
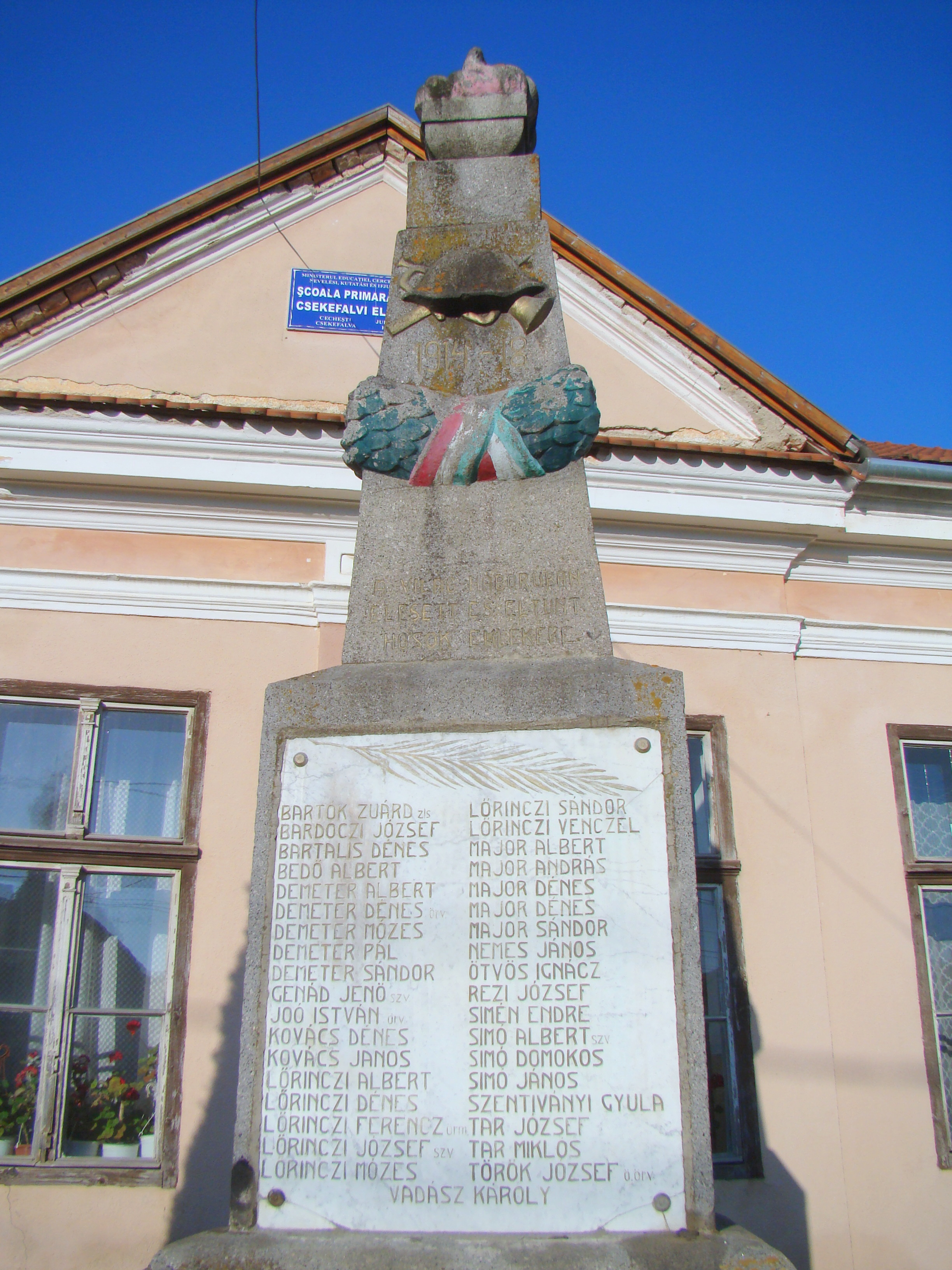
Monumentul eroilor
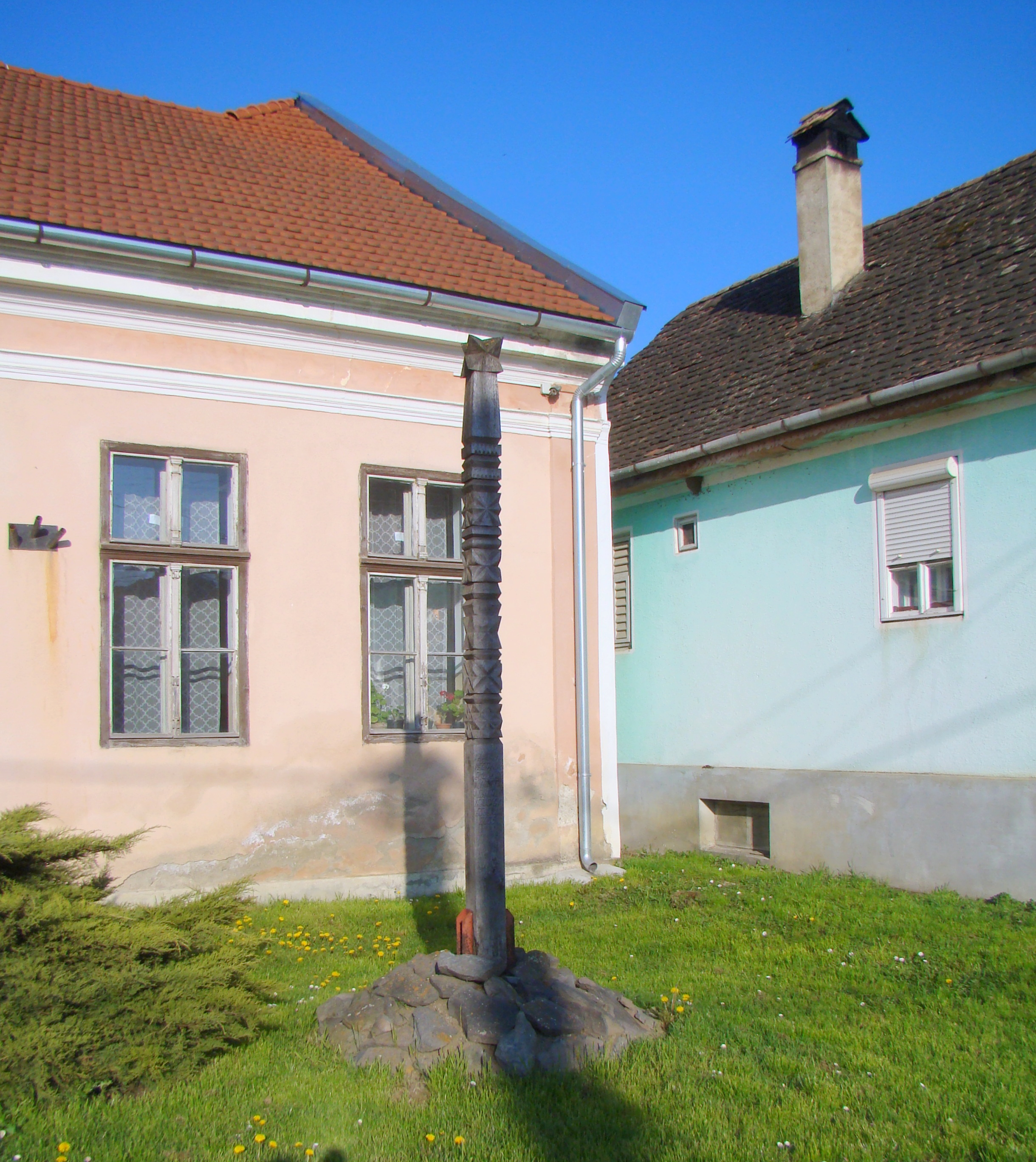
Kopjafa
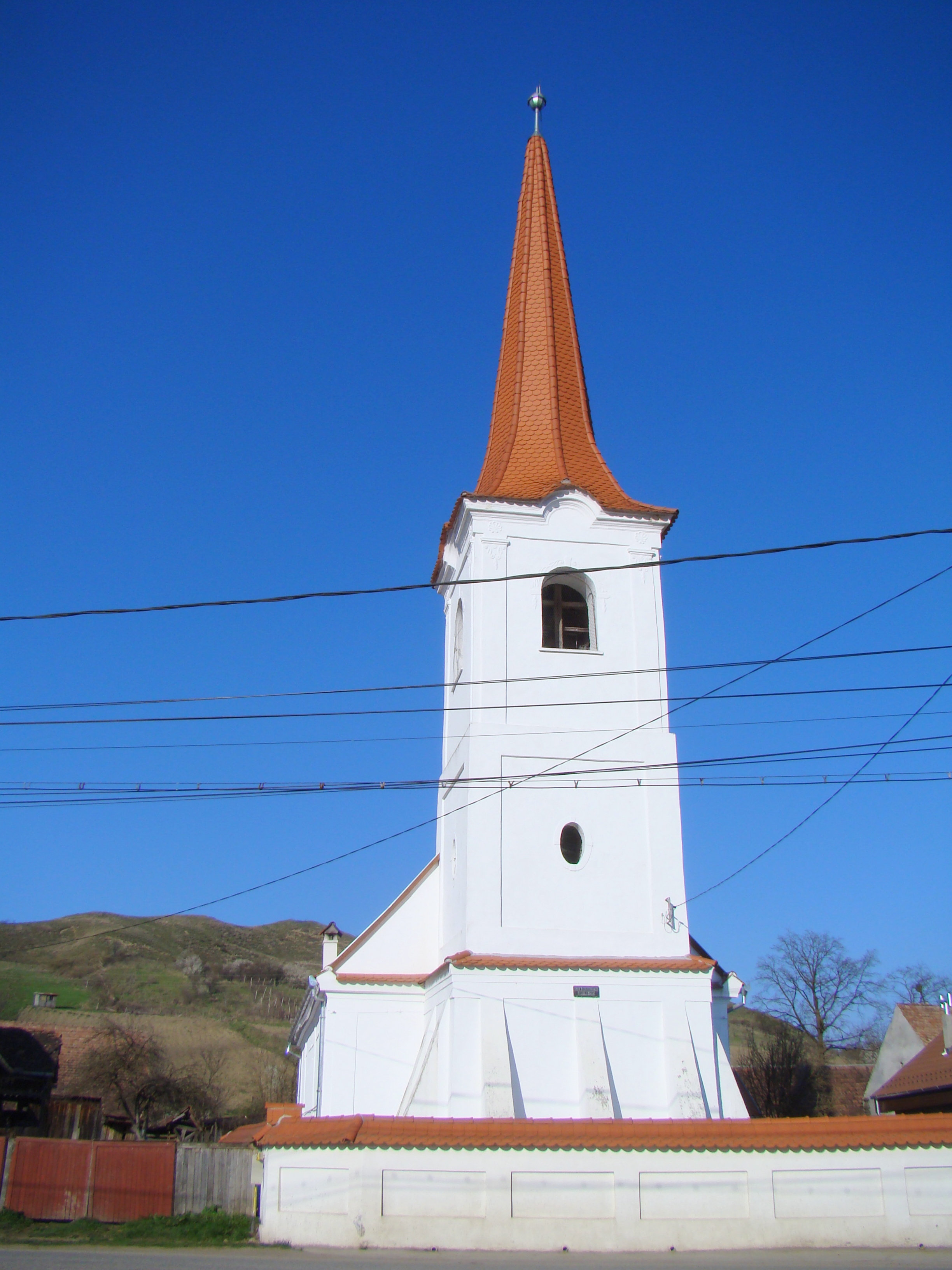
Biserica reformată
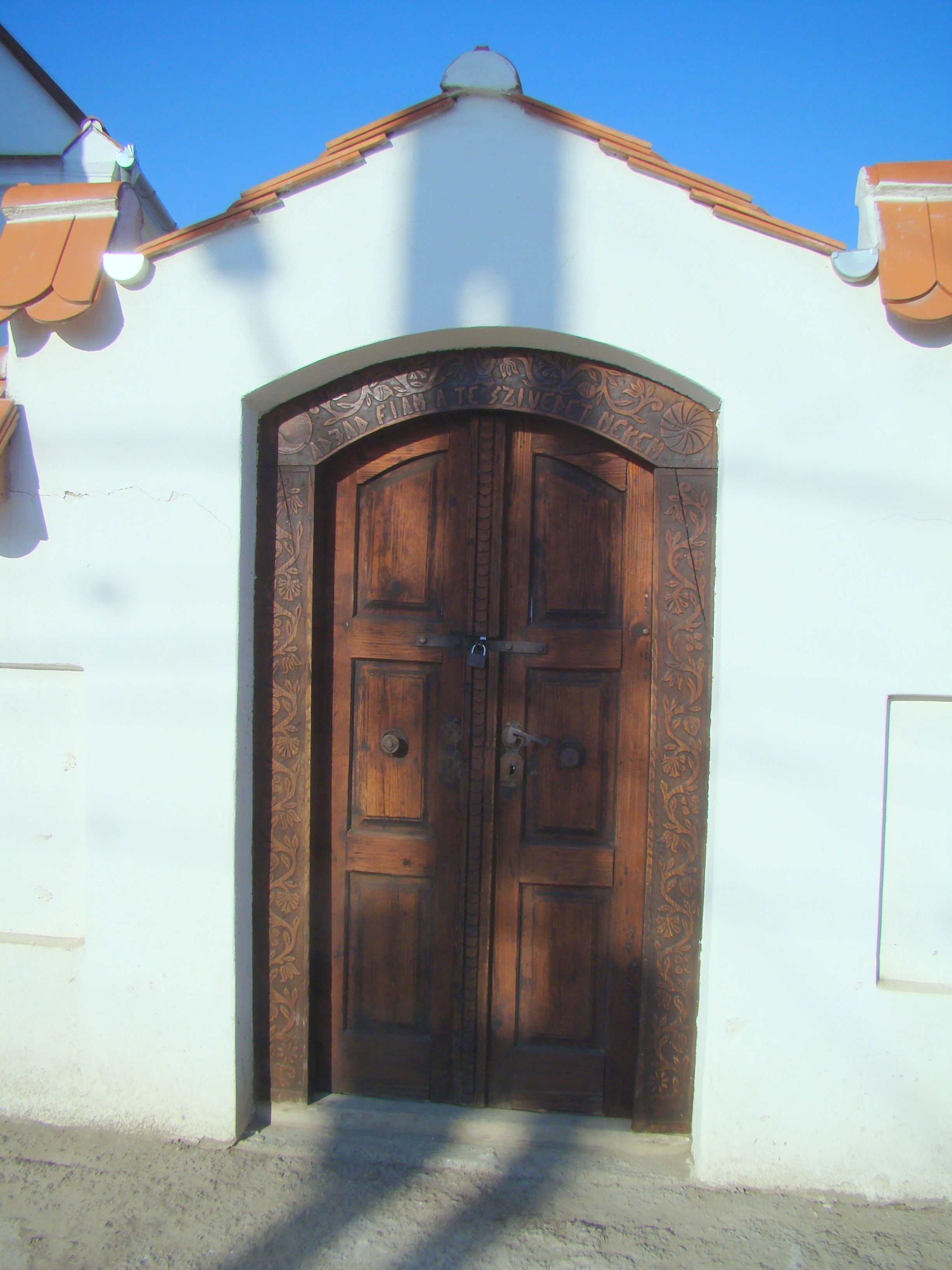
Poarta bisericii reformate
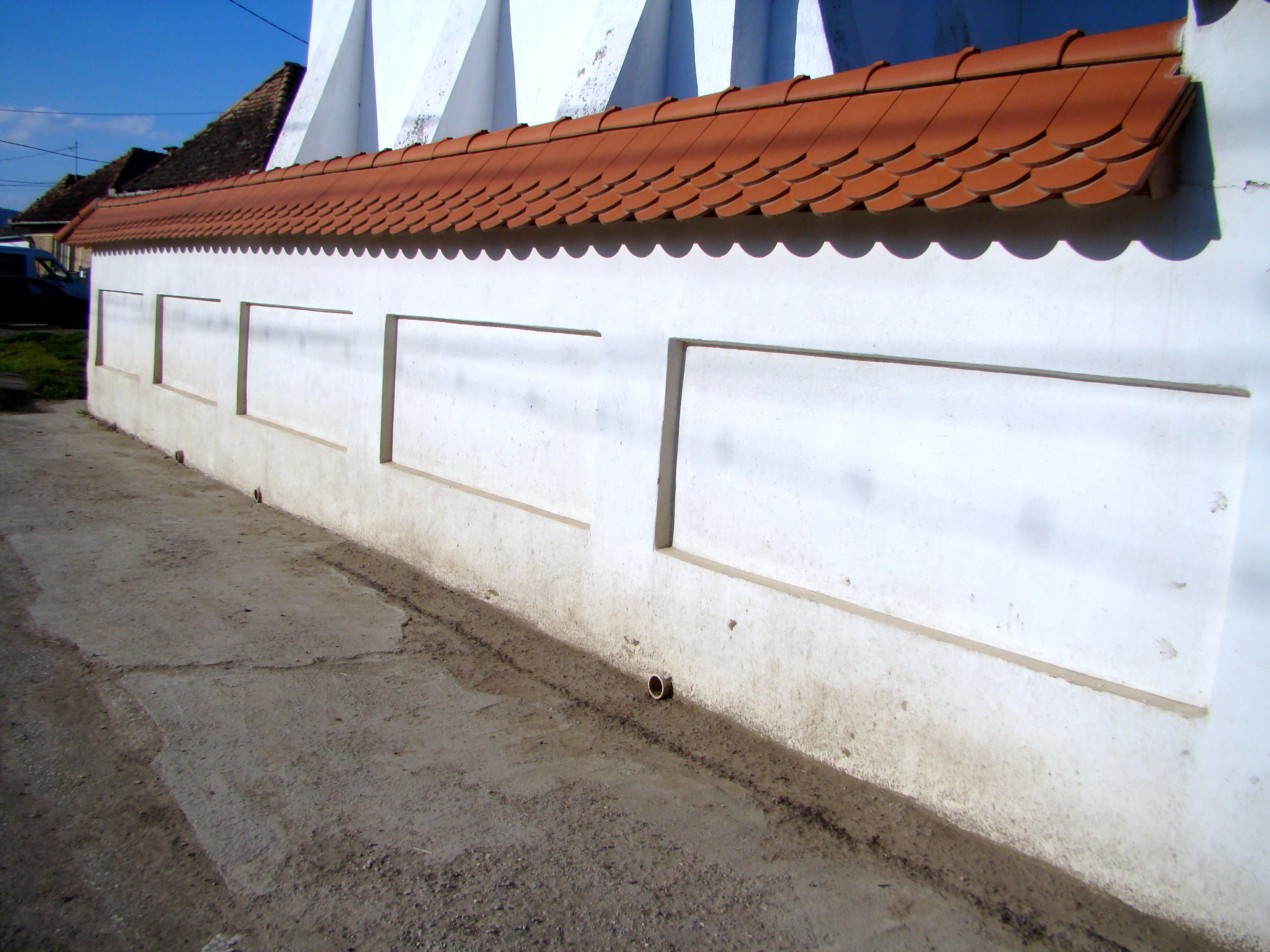
Zid de incintă
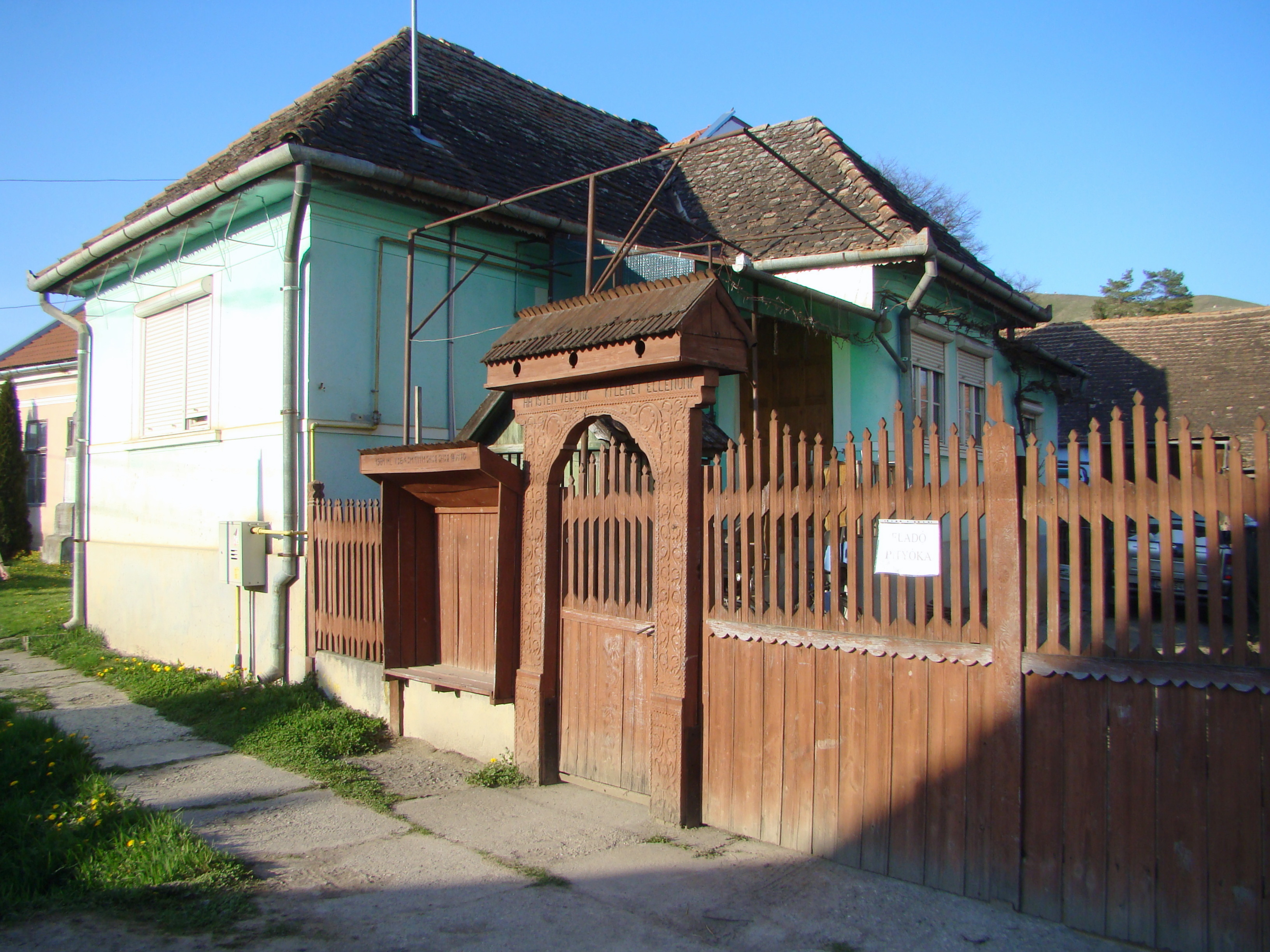

 Acest articol despre o localitate din județul Harghita este deocamdată un ciot. Puteți ajuta Wikipedia prin completarea lui.